# На обали реке Пједре седела сам и плакала
На обали реке Пједре седела сам и плакала (порт. Na margem do Rio Piedra eu sentei e chorei) роман је бразилског писца Паула Коеља објављен 1994. године. 

## Синопсис
Овај роман је узвишена и једноставна љубавна прича, а такође је и светски бестселер. Пилар и њен сапутник су се упознали у детињству, удаљили се у младости и поново се срели 11 година касније.
Она, жена коју је живот научио да буде јака и да се не препушта осећањима. Он, човек који поседује дар да исцељује друге и да у религији тражи решење својих унутрашњих сукоба. Поново се сједињују у тежњи да следе своје снове. Да би то постигли, морају да превазиђу многе препреке: страх од предавања, осећање кривице, предрасуде. 
На поетичан начин и модерним стилом Пауло Коељo приповеда о љубави којом се урања у најдубље мистерије живота.